# Интеркосмос-1
Интеркосмос-1 (заводское обозначение ДС-У3-ИК-1) — первый космический аппарат, на котором были установлены приборы, созданные в различных странах, участвовавших в программе международных научных исследований «Интеркосмос». Аппарат «Интеркосмос-1» был предназначен для наблюдений и исследований процессов на Солнце в ультрафиолетовом и рентгеновском диапазоне, на нём была установлена научная аппаратура, созданная в СССР, ГДР и ЧССР. Спутник продолжил программу исследований Солнца, начатую на «Космосе-166» и «Космосе-230».

## История создания
В 1966 году был создан Совет по международному сотрудничеству в области исследования и использования космического пространства в мирных целях при АН СССР (Совет «Интеркосмос») для координации работ, проводимых в космосе различными ведомствами и организациями СССР, и планирования совместной космической деятельности с зарубежными странами. В 1967 г. на встрече в Москве была принята совместная программа работ в области мирного освоения космического пространства, в которую вошли 9 стран: Болгария, Венгрия, ГДР, Куба, Монголия, Польша, Чехословакия, Румыния и Советский Союз. В соответствии с принятой программой советская сторона предоставляла возможность установки на свою космическую технику научной аппаратуры стран-участников. В программу был включён широкий круг тем по космической физике, метеорологическим исследованиям, космической деятельности в области связи, биологии и медицины. В числе тем, включенных в программу по физике, было изучение коротковолнового — ультрафиолетового и рентгеновского — излучения Солнца, которое может наблюдаться только из космического пространства, за пределами атмосферы. Эти исследования в рамках программы «Интеркосмос»  были начаты на «Интеркосмосе-1», научные приборы для которого были созданы специалистами Института космических исследований АН СССР и научными организациями ГДР и ЧССР.

## Конструкция
Для создания «Интеркосмоса-1» была выбрана унифицированная платформа ДС-У3, разработанная в ОКБ-586 (впоследствии — «КБ Южное»), на которой ранее были построены специализированные аппараты для изучения Солнца «Космос-166» и «Космос-230». Спутник, имевший систему активной ориентации на Солнце, представлял собой герметичный цилиндр c двумя полусферическими крышками, на котором закреплены 8 панелей солнечных батарей, раскрывающихся в полёте таким образом, чтобы не перекрывать друг друга. Еще 8 малых неподвижных солнечных панелей были установлены на передней части корпуса, обращённой во время полёта на Солнце. Также на передней части корпуса устанавливались датчики и приборы научной аппаратуры. В средней цилиндрической части располагались радиотехнический комплекс, система терморегуляции и другие служебные системы. В задней части аппарата находилась система энергоснабжения с заряжающимися от солнечных батерей буферными серебряно-цинковыми аккумуляторами  и маховик системы ориентации. Для первичного успокоения спутника после выхода из тени и разгрузки маховика использовались расположенные на корпусе реактивные двигатели, работавшие на сжатом газе.

## Полезная нагрузка
Основной задачей спутника было изучение Солнца в недоступных с Земли рентгеновском и ультрафиолетовом диапазонах. С целью привязки наблюдаемых явлений к известным областям и процессам на Солнце исследования с космического аппарата проводились также в оптическом диапазоне и увязывались с наблюдениями наземных обсерваторий и радиотелескопов стран-участниц программы «Интеркосмос». В состав научной аппаратуры, составлявшей полезную нагрузку спутника, входили:
- солнечный рентгеновский поляриметр (СССР);
- рентгеновский спектрогелиограф (СССР);
- оптический фотометр (ЧССР);
- рентгеновский фотометр (ЧССР);
- фотометр Лайман-α (ГДР);
- телеметрический передатчик международного диапазона частот с антенно-фидерным устройством (ГДР).

## Программа полёта
Запуск «Интеркосмоса-1» был осуществлён 14 октября 1969 года с полигона Капустин Яр ракетой-носителем Космос-2. Спутник выведен на околоземную  орбиту с апогеем 626 км, перигеем 254 км, наклонением 48,4° и периодом обращения 93,3 мин. В международном каталоге COSPAR спутник получил идентификатор 1969-088A.
На спутнике «Интеркосмос‑1» были запланированы эксперименты по изучению интенсивности ультрафиолетового и рентгеновского излучения Солнца во время вспышек и в спокойном состоянии, исследование спектрального состава и поляризации рентгеновского излучения во время вспышек, определение местоположения источника излучений и влияния коротковолнового излучения Солнца на верхнюю атмосферу Земли. Кроме того, предполагались наблюдения оптических эффектов в слое высотного аэрозоля в верхней атмосфере, которые ранее велись наземными и ракетными методами и давали неполные результаты. Приём данных научной аппаратуры «Интеркосмоса-1» осуществлялся в Нойштрелице (ГДР), в Красной Пахре (СССР), в обсерваториях Ондржеёв и Панска Вес (ЧССР). Одновременно с измерениями на спутнике «Интеркосмос-1», по программе, согласованной со спутниковыми экспериментами,  проводились радиоастрономические и оптические наблюдения за Солнцем и наблюдения ионосферы обсерваториями НРБ, ВНР, ГДР, ПНР, СРР, СССР и ЧССР.  
В результате экспериментов, проведённых на спутнике «Интеркосмос-1», впервые была обнаружена поляризация рентгеновского излучения во время солнечных вспышек, что позволило построить новые теории их происхождения. Наблюдения за верхней атмосферой, проводимые в моменты захода аппарата в тень Земли, дали новые данные о высотных аэрозолях и количестве кислорода на высотах порядка 100—120 км. В ходе измерений на «Интеркосмосе‑1» был получен профиль высоких слоев атмосферы, включающий распределение плотностей и толщин слоёв, размера и характера частиц в зависимости от высоты.
«Интеркосмос-1» работал на орбите в течение двух с половиной месяцев, до января 1970 года, после чего вошёл в атмосферу и прекратил своё существование. Международные исследования Солнца по программе «Интеркосмос» были продолжены на спутнике «Интеркосмос-4», запущенном в октябре 1970 года.